# Ruellia solitaria
Ruellia solitaria är en akantusväxtart som beskrevs av Vell.. Ruellia solitaria ingår i släktet Ruellia och familjen akantusväxter. Inga underarter finns listade i Catalogue of Life.